# Намибија на Светском првенству у атлетици у дворани 2012.
Намибија је седми пут учествовала на Светском првенству у атлетици у дворани 2012. одржаном у Истанбулу од 9. до 11. марта. Репрезентацију Намибије представљала је једна такмичарка, која се такмичила у трци на 60 метара.
Намибија није освојила ниједну медаљу али је оборен национални рекорд.

## Учесници
Жене:
- Globine Mayova — 60 м

## Резултати

### Жене
| Атлетичарка    | Дисциплина | Лични рекорд | Квалификација | Квалификација | Полуфинале            | Полуфинале            | Финале                | Финале       | Детаљи |
| Атлетичарка    | Дисциплина | Лични рекорд | Резултат      | Место         | Резултат              | Место                 | Резултат              | Место        | Детаљи |
| -------------- | ---------- | ------------ | ------------- | ------------- | --------------------- | --------------------- | --------------------- | ------------ | ------ |
| Globine Mayova | 60 м       |              | 7,64 НР       | 5. у гр. 4    | Није се квалификовала | Није се квалификовала | Није се квалификовала | 34 / 62 (63) |        |